# 札幌市立札幌中学校
札幌市立札幌中学校（さっぽろしりつ さっぽろちゅうがっこう）は、北海道札幌市東区に所在する公立中学校。周辺の多くの中学校の母体校となった学校である。

## 教育目標
科学的に思考し、個性豊かな実践力のある生徒の育成を目指す。
- 行動する生徒
- 心豊かな生徒
- 健康な生徒
- 学習する生徒
- しあわせをねがう生徒

## 所在地
札幌市東区伏古8条1丁目1-28

## 沿革
- 1947年（昭和22年）
  - 5月1日 - 札幌村立札幌中学校認可され、札幌村教育委員会は、学校名を北海道札幌村立札幌中学校と決定。
  - 6月6日 - 開校式挙行。開校時点では、5学級編成（札幌小に3学級、丘珠小に2学級）。
- 1948年（昭和23年）
  - 4月1日 - 札幌中学校父母と先生の会発足。
  - 11月18日 - 独立校舎第1期工事完成（普通教室7）し、この日（11月18日）を開校記念日と定めた。
  - 11月22日 - 校章制定。
- 1949年（昭和24年）
  - 4月1日 - 学校訓「自主・敬愛・勤労」制定。
  - 8月22日 - 校舎増築第2期工事完了（普通教室2・講堂・物置）。
  - 8月31日 - グラウンド整地完成。
- 1950年（昭和25年）
  - 3月21日 - 同窓会発足。
  - 9月21日 - 校旗制定。
  - 12月12日 - 生徒会発足。
- 1951年（昭和26年）6月7日 - 自転車置場設置。
- 1952年（昭和27年）11月17日 - 開校5周年記念式典挙行
- 1953年（昭和28年）8月28日 - 校舎増築第3期工事完了（体育館・理科室・音楽室・工作室）。校歌制定。
- 1955年（昭和30年）
  - 3月1日 - 札幌村の札幌市への編入により、札幌市立札幌中学校と改称。
  - 11月10日 - 校舎増築第4期工事完了（普通教室4）。
- 1959年（昭和34年）11月27日 - 札幌市立東栄中学校開校に伴い、東栄中学校へ35名移籍。
- 1962年（昭和37年）12月13日 - 女子標準服（イートンW型）制定。
- 1963年（昭和38年）5月14日 - 前庭造園工事完成（校舎正面道路拡巾関連工事）。
- 1964年（昭和39年）
  - 1月21日 - ミルク給食開始。
  - 9月28日 - 校舎増築第5期工事完了（普通教室2・理科室・ポンプ室他）。
- 1965年（昭和40年）8月28日 - 校舎増築第6期工事完了（普通教室6）。
- 1967年（昭和42年）
  - 8月11日 - 校舎増築第7期工事完成（調理室・音楽室他）。
  - 10月8日 - 開校20周年記念式典挙行し、記念事業として「伏古川物語」発刊。
- 1970年（昭和45年）
  - 8月9日 - 校舎改築第1期工事着工し、旧校舎解体開始。
  - 11月7日 - 札幌中学校校舎改築記念事業協賛会結成。
- 1971年（昭和46年）
  - 3月30日 - 鉄筋校舎第1期工事完了（防衛庁予算による防音対策）。
  - 12月15日 - 鉄筋校舎第2期工事完了。
- 1972年（昭和47年）5月30日 - 学校目標改定「科学的に思考し、個性豊かな実践力のある生徒の育成をめざす」。
- 1973年（昭和48年）3月28日 - 鉄筋校舎第3期工事完了（含東玄関）。
- 1974年（昭和49年）
  - 2月8日 - 標準服改定。
  - 4月8日 - 鉄筋校舎第4期工事完了（特別教室9、含西玄関）。
  - 4月20日 - プレハブ2教室増設。
- 1975年（昭和50年）
  - 7月9日 - 鉄筋校舎第5期工事完了。
  - 9月2日 - 校舎改築落成記念式典挙行し、祝賀会開催。
- 1976年（昭和51年）3月25日 - 札幌市立札苗中学校開校に伴い、札苗中学校へ374名移籍。
- 1977年（昭和52年）
  - 3月26日 - 札幌市立栄南中学校開校に伴い、栄南中学校へ20名移籍。
  - 11月17日 - 開校30周年式典挙行し、祝賀会開催。
- 1980年（昭和55年）3月26日 - 札幌市立元町中学校開校に伴い、元町中学校へ一部生徒移籍（1年生143名、2年生169名）。
- 1985年（昭和60年）3月26日 - 札幌市立丘珠中学校開校に伴い、丘珠中学校へ一部生徒移籍（1年生106名、2年生99名）。
- 1987年（昭和62年）
  - 5月13日 - LL教室完成。
  - 10月1日 - 開校40周年「記念の集い」開催。
- 1988年（昭和63年）12月2日 - 標準服改定（現在のブレザーに変わる）。
- 1989年（平成元年）10月23日 - 給食配膳室新設。
- 1990年（平成2年）
  - 4月8日 - 完全給食開始。
  - 10月25日 - 校舎前庭緑化工事。
- 1991年（平成3年）12月6日 - 格技室完成。
- 1992年（平成4年）2月10日 - 「校則」及び「生徒心得」の改定。
- 1994年（平成6年）12月26日 - コンピュータ室設置工事。
- 1995年（平成7年）8月31日 - グラウンドに夜間照明設置。
- 1997年（平成9年）
  - 5月17日 - 第1回「学校公開日」。
  - 7月26日 - 廊下・教室の壁塗装、ボイラー取替工事。
  - 11月16日 - 開校50周年記念式典挙行し、祝賀会開催。
- 1998年（平成10年）9月4日 - 校舎外壁塗装工事完了。
- 1999年（平成11年）4月2日 - ステージ幕全面取り替え。
- 2000年（平成12年）7月12日 - 流域貯留施設工事開始。
- 2001年（平成13年）
  - 7月13日 - 体育館床改修工事。
  - 8月20日 - インターホン・電気錠設置。
- 2003年（平成15年）
  - 4月20日 - 校内LAN工事。
  - 7月26日 - 体育館外壁と屋根改修工事。
- 2004年（平成16年）
  - 3月28日 - 音楽室電気暖房設置工事。
  - 5月30日 - 放送室放送設備更新。
- 2007年（平成19年）
  - 11月28日 - 開校60周年記念セミナー開催。
  - 11月30日 - 校舎改修第1期工事完了（多目的室、心の相談室、理科室、調理室）。
  - 12月14日 - 開校60周年「記念の集い」開催。
- 2008年（平成20年）12月8日 - 校舎改修第2期工事（生徒用トイレ、保健室）・耐震補強工事完了。
- 2009年（平成21年）5月25日 - 札幌中学校地域連携事業スタート。
- 2010年（平成22年）2月24日校舎改修給水工事（水呑み場他）完了。
- 2011年（平成23年）4月1日 - 特別支援学級開級。
- 2018年（平成30年）10月16日 - 校舎電気設備改修工事（LED化）完了。
- 2020年（令和2年）
  - 2月28日 - この日から3月12日まで、新型コロナウイルス感染症による臨時休業。
  - 4月14日 - この日から5月31日まで、新型コロナウイルス感染症による臨時休業。

## 通学区域
出典
- 東区
  - 北16条東19丁目
  - 北17条東19丁目～20丁目
  - 北18条東20丁目～21丁目
  - 北19条東20丁目～22丁目
  - 北20条東20丁目～22丁目
  - 北21条東21丁目～23丁目
  - 北22条東21丁目～23丁目
  - 北23条東21丁目～23丁目
  - 北24条東21丁目～22丁目
  - 北25条東21丁目～22丁目
  - 北26条東21丁目（3番～4番）
  - 北26条東22丁目
  - 北27条東22丁目
  - 北34条東27丁目～28丁目
  - 北35条東27丁目～28丁目
  - 北36条東27丁目～29丁目
  - 北37条東25丁目～29丁目
  - 伏古1条2丁目
  - 伏古3条2丁目～5丁目
  - 伏古4条2丁目～5丁目
  - 伏古5条2丁目～5丁目
  - 伏古6条2丁目～5丁目
  - 伏古7条2丁目～5丁目
  - 伏古8条1丁目～5丁目
  - 伏古9条1丁目～5丁目
  - 伏古10条1丁目～5丁目
  - 伏古11条1丁目～2丁目

上記区域のうち、下記の区域は元町中学校と選択できる指定変更区域。
- 北24条東21丁目（1番～2番）
- 北25条東21丁目
- 北26条東21丁目（3番～4番）
- 北27条東22丁目

## 周辺
- 伏古・拓北通（札幌市道）
- 札幌市下水道河川局
  - 伏古川下水処理場 - 敷地が隣接
  - 伏古川水再生プラザテニスコート - 敷地が隣接
  - 伏古川水再生センター
- 佐川引越センター札幌営業所 - 敷地が隣接
- 天理教豊郁分教会 - 札幌市道をはさんで、敷地が隣接。
- 札幌市立一の村公園
  - このほか、中小規模の公園も点在する。
- 北海道道273号花畔札幌線
- 市立札幌開成中等教育学校

## アクセス
- 北海道中央バス「東70」系統元町線で、「伏古川水再生プラザ」停留所下車後、ページトップにある正門（校門）まで、
  - のりば1（東営業所行）から、徒歩520m・約8分。
  - のりば2（元町駅・北24条駅方面行）から、徒歩約490m・約8分。

## 出身者
- 神崎ユウキ（プロレスラー、俳優）
- 佐藤修（元東北放送アナウンサー）
- 東出浩一（元バスケットボール選手(元日本代表)）
- 平原一良（文学研究者、北海道立文学館理事長）